# ダハール (ソマリア)
ダハール（英: Dhahar）はソマリアのサナーグ州にある都市。現在はプントランドが実効支配しているが、ソマリランドも領有権を主張している。
ソマリア連邦政府（プントランド政府）は、ダハール市周辺の8つの村を合わせてダハール地区と呼んでいる。人口6万人以上。
一方ソマリランド政府はダハールをラス・コレー地区内の市として位置付けている。

## 歴史

### ソマリア内戦まで
ダハールには昔から良好な牧草地があったが、恒久的な水源が無かったので、年2回の乾季には定住できなかった。1958年、当時ソマリア北西部を支配していたイギリスがダハールに井戸を掘るのに成功し、以後、発展した。
1988年、現在のソマリランドに当たる地域でイサック氏族がソマリ国民運動という軍閥を組織して第3代大統領のバーレに反旗を翻したため、バーレはこれに対抗してダハールとラスコレーをワルサンガリ氏族の支配区と定めている。

### 最近の動き
1991年ごろからソマリア内戦が本格化したため、周辺の都市住民の多くがダハールに避難し、住民数が増えた。
1991年、ソマリア北西部に住むイサック氏族は、ソマリランドの独立を宣言し、その領土は旧イギリス領ソマリランド全域とした。ただし、当初の支配地域は、旧イギリス領ソマリランド西部のイサック氏族居住地域のみだった。ソマリランドは、ソマリア本土がソマリア内戦で荒廃していたのに対し、比較的安定して運営がなされた。
1998年には、ソマリア北東部に住むダロッド氏族のマジェルテーン支族が、プントランドの独立を宣言し、その領土はソマリア北東部のダロッド氏族居住地域とした。周辺のダロッド氏族もプントランドへの参加を表明したが、プントランド政権の中枢はマジェルテーン氏族の一部氏族が独占しており、ドゥルバハンテ支族やワルセンゲリ支族といった非マジェルテーン支族は政権に部分的にしか参加できなかった。
2007年4月14日、ダハール付近でソマリランド軍とプントランド軍の戦闘が起こり、ソマリランド軍が撤退。ソマリランド国防相が解任された。
2008年4月、ダハールで旱魃が発生したが、この時点では町中央の井戸が崩壊していたため、汚染された水を飲んで大規模な疫痢が発生し、少なくとも750名が発症し、11名が死亡した。
2009年秋、ダハールでソマリランド軍とプントランド軍の戦闘が起こり、1人が死亡した。
2010年6月、ソマリランドの国政選挙が行われ、ダハールでも投票が行われたが、国際監視団は数々の不正投票が行われているところを目撃した。一方、プントランド政府も2010年にダハール地区に自治権を与えている。
2012年3月14日、プントランドの保険大臣がダハールを訪れ、ダハールへの医療支援計画を発表した。
2014年9月、ダハールでプントランド内務省主体で市議会の設置が進められ、選挙により市長がMustafe Axmed Aadan Geesood、副市長がXuseen Kutaambeになったと発表された。それがソマリランドを刺激することになり、ソマリランド軍が近隣部隊を強化し、それを受けてダハールにプントランド軍が派遣された。ダハールの一部住民はソマリランドに忠誠を誓い、プントランド軍との戦闘になって少なくとも1名が死亡した。
2017年12月、ソマリランドの大統領選挙が行われたが、ダハールとラスコレーはプントランド占領地だとして選挙区から除外された。
2019年7月11日、ソマリランドの運輸長官がダハール市を訪れ、開発プロジェクトの実施を約束した。
2019年10月31日、プントランド大統領がダハール市を訪問し、市への行政支援を約束した。
2020年12月、プントランド政府はダハール地区に地区本部、104店舗のショッピングモール、舗装道路、太陽光発電設備の建設の計画を発表した。
2021年1月、銃器を持った強盗を鎮圧するため、警察はAK-47で武装した軍用車を出し、強盗と警察官の双方が負傷した。
2021年2月、ダハールでは、ナイロビの駐ソマリアノルウェー大使館の協力でノルウェー政府の資金援助を受けて作られたマーケットがほぼ完成している。
2021年3月24日、プントランドの治安部隊が住民による親ソマリア連邦政府デモ活動に実弾を使用した。この事件は別の情報源によれば、デモ隊が警察署襲撃を企てていたため警官が威嚇射撃を行ったものだとしている。プントランドでは3月初めにプントランド北部の町ボサソで刑務所の襲撃事件が発生していた。

## 政治
2016年時点で、ダハールの治安は周辺地域と比べて安定している。
2016年時点のダハール議会は議員27名であり、内8名が女性。ただし議会の役割は小さく、2016年時点では公衆衛生に留まっている。
2016年時点ではソマリア中央政府やプントランド政府からの本格的な行政サービスを与えられていない。しかし水源に恵まれており、教育水準も周辺地域よりも高い。ダハール市には5つの小学校と2つの中学校があり、ダハール地区の8つの村にもそれぞれ小学校がある。医療、下水道、電力などの設備は乏しい。
2016年時点でダハール地区に33名の警察官がおり、内7人がダハール市を担当している。警察署は2部屋の簡素な建物。ただし町の治安は警察だけではなく、長老を頂点とした地元コミュニティの役割も大きく、おおむね民事と軽犯罪は長老、重犯罪は警察が担当している。政府による裁判所は機能していない。